# Kacsó Sándor (mezőgazdász)
(Szentgericzei) Kacsó Sándor (Szentgerice, 1896. március 18. – Nádudvar, 1962. március 14.) agronómus, a nádudvari Vörös Csillag Tsz elnöke.

## Életpályája
A mezőgazdasági akadémiát Kassán és Kolozsvárott végezte el, 1919-ben kapott oklevelet. A második világháború idején katonatisztként szolgált (főhadnagyi rangban), majd szovjet hadifogságba került. Nevéhez fűződik a mai napig nádudvari módszerként emlegetett premizálási rendszer. 1951-ben Magyar Munka Érdemérmet, 1955-ben Munka Érdemérmet, 1958-ban Kossuth-díjat kapott a nádudvari termelőszövetkezetben kifejtett munkásságáért.

## Családja
Felesége Alsócsernátony Csernátony Margit, lányuk Kacsó Margit. Élő leszármazottjai, dédunokái: Bauer Kálmán orvos, Bauer Zoltán mérnök.